# 波佐诺沃
波佐诺沃（義大利語：Pozzonovo），是意大利威尼托大区帕多瓦省的一个市镇。总面积24.46平方公里，人口3712人，人口密度151.8人/平方公里（2009年）。国家统计（ISTAT）代码为028070。